# Erik Mykland
Erik Mykland   (Risør, 21 de juliol de 1971) és un exfutbolista noruec de la dècada de 1990.
Fou 78 cops internacional amb la selecció noruega amb la qual participà en la Copa del Món de Futbol de 1994 i 1998.
Pel que fa a clubs, defensà els colors de Bryne FK, IK Start, FC Linz, Panathinaikos FC, F.C. Copenhagen, entre d'altres.